# 초콜릿색집박쥐
 초콜릿색집박쥐(Falsistrellus affinis)는 애기박쥐과에 속하는 박쥐의 일종이다. 중국과 인도, 미얀마, 네팔 그리고 스리랑카에서 발견된다.

## 특징
머리부터 몸까지 몸길이는 9cm이고, 날개 폭은 24cm이다. 털은 부드럽고 무성하며, 비교적 길다. 등 쪽은 진한 갈색이지만, 털 끝단은 희미한 회색으로 약간 희끗희끗한 모습을 띤다. 하체는 좀더 연한 색을 띤다. 비막과 귀 그리고 얼굴의 털이 없는 부분은 균일하게 거무스름한 갈색이다.